# Полегенький, Анатолий Антонович
Анатолий Антонович Полегенький (22 декабря 1934, Орловка, Черниговская область — 31 декабря 1998, Симферополь) — советский и украинский архитектор, заслуженный архитектор УССР, с 1985 года член-корреспондент НАН Украины, работал в основном в Крыму и Симферополе.

## Биография
Родился 22 декабря 1934 года в селе Орловка Холминского района  Черниговской области в семье крестьянина. Школьные годы Анатолия прошли в поселке Холмы, позднее он обулся в горном техникуме, работал художником-оформителем. В 1963 году окончил архитектурный факультет Киевского инженерно-строительного института. По окончании получил направление в Симферопольский филиал проектного института «Гипроград», переименованный позже в КрымНИИпроект. С 1977 по 1997 год работал в КрымНИИпроекте в Симферополе. Прошёл должности от рядового архитектора до руководителя мастерской. Кавалер ордена Трудового Красного Знамени, лауреат многих премий. Проживал на улице Мате Залки. Умер 31 декабря 1998 года.  

## Проекты
Автор проекта нового здания Главпочтамта и горисполкома в Симферополе. Под его непосредственным руководством разрабатывались проекты могилы Неизвестного солдата с Вечным огнем в Гагаринском парке, спортивного комплекса «Спартак» (1964 - 1970), здания КрымНИИпроекта (1967 - 1971), проводилась реконструкция центра и набережной Салгира (1978 - 1991), участвовал в проектировании многих других известных объектов города. Более 60 проектов выполнила мастерская с его участием.  

Среди других объектов Крыма: пансионат «Новый Свет» в Новом Свете. 

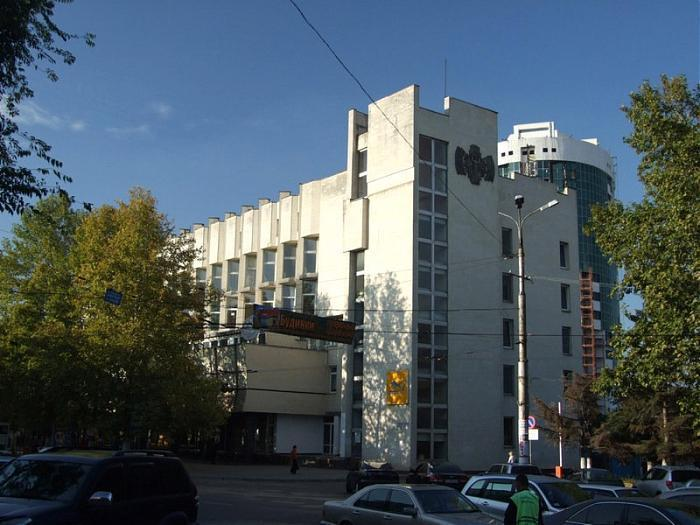
Симферопольский Главпочтамт, ул. Александра Невского 1, (КрымНИИпроект, мастерская арх. А. А. Полегенького, 1982)
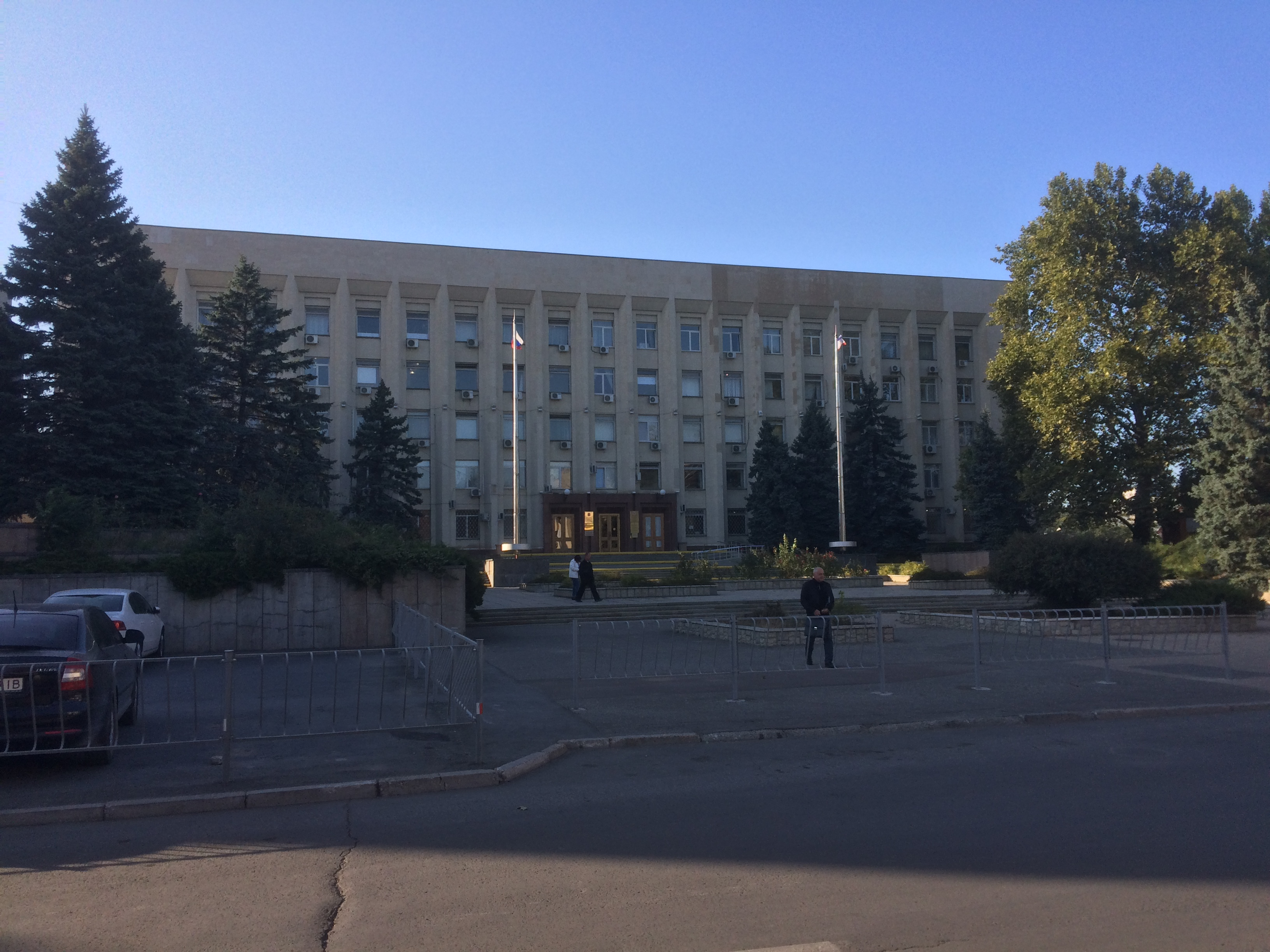
Здание Симферопольского городского совета и горисполкома, ул. Толстого, 15
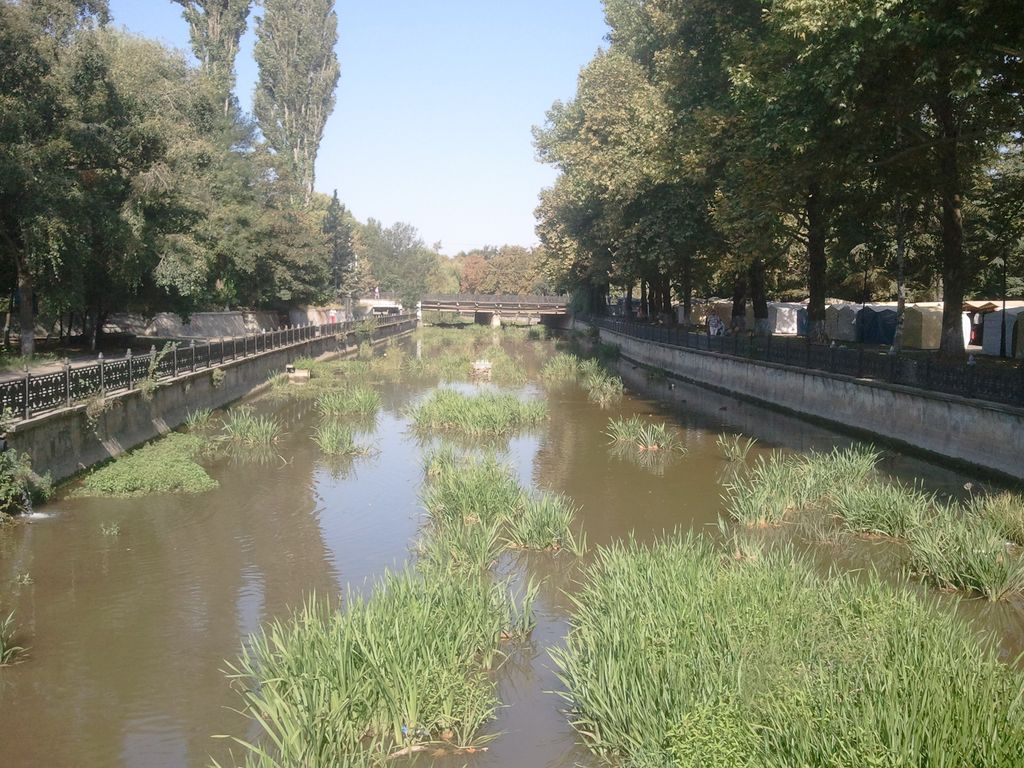
Набережная реки Салгир в Симферополе, 1983
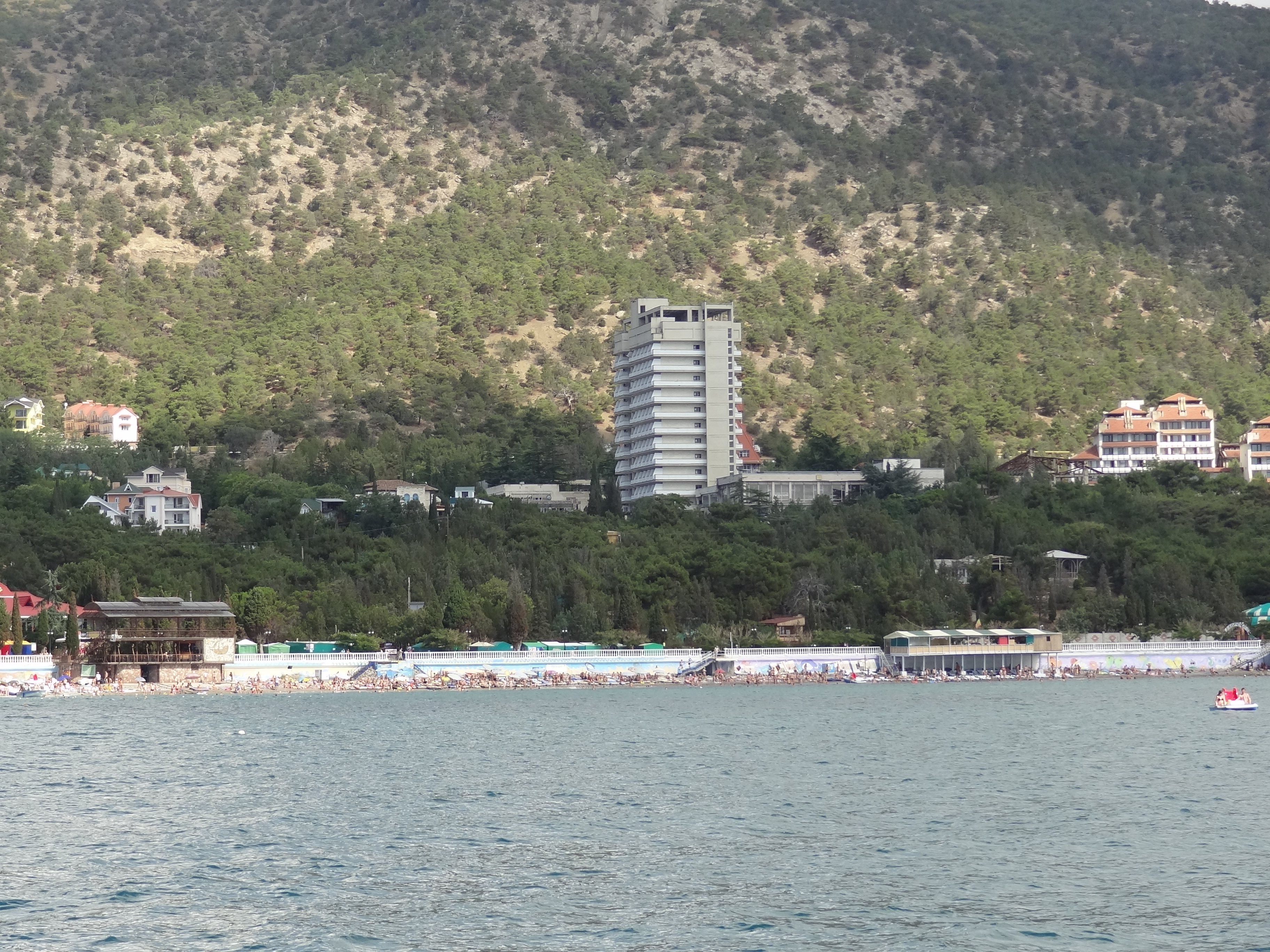
Пансионат Новый Свет в пгт. Новый свет

## Память
В Симферополе на доме по улице Александра Невского, 29, где 1977 по 1997 год в здании КрымНИИпроекта работал архитектор, установлена гранитная мемориальная доска.